# Высшая финансово-хозяйственная школа

## История создания школы
Преобразования в системе финансового обеспечения Красной Армии в ходе Гражданской войны и превращение финансовой службы в самостоятельный орган военного управления по-новому поставили вопрос о подготовке кадров и об их служебно-должностном положении. Прежде всего, был принят курс на отказ от военного чиновничества в системе финансового обеспечения и перехода на комплектование её командно-начальствующим составом, имеющим воинские звания. Для подготовки финансистов в Московском, Петроградском, Ярославском, Приволжском, Орловском военных округах были открыты окружные курсы с шестимесячным сроком обучения.
Для подготовки ответственных работников по Финансово-хозяйственной части, необходимых для службы в финансовых органах военного, морского и гражданского ведомств распоряжением Главного управления военно-учебных заведений предписано открыть при Финотделе РВСР Высшую финансово-хозяйственную школу на 100 человек.
Начальником школы был назначен М.В.Лезгинцев.
Новый подход к комплектованию личного состава финансовой службы был чётко обозначен и в условиях приёма слушателей школы: в неё принимались только военнослужащие, обязательным для приёма было среднее образование. При этом в первую очередь зачислялись военнослужащие, командированные в школу из центральных и местных учреждений и частей военного и военно-морского ведомств, и лишь на оставшиеся вакансии принимались другие военнослужащие, имевшие наряду со средним образованием «служебный стаж по финансово-хозяйственной части». На слушателей школы распространялись все права и обязанности слушателей военных академий.
Выпускники школы назначались на финансово-хозяйственные должности в войсках, при этом они имели преимущество перед другими кандидатами. Вместе с тем, была установлена их обязанность прослужить в военном или военно-морском ведомствах, как минимум в 1,5 раза больше, чем срок обучения в школе.
Для выпускников вводились аттестаты об окончании высшей школы, с объявлением об этом в приказе по Главному управлению военно-учебных заведений, а по военно-морскому отделению – с объявлением в приказе по Морскому комитету.

## Учебный процесс[2]
Положением о школе предусматривалось, что преподавание в ней «должно быть построено на началах основательного и подробного ознакомления слушателей с политико-экономическими и финансовыми науками, военным хозяйством, с общими и специальными видами государственного счетоводства». Циклы общеобразовательных, военных и специальных наук охватывали 36 предметов, из них 9 предметов предусматривались только для военно-морского отделения. В общем перечне учебных дисциплин особое место занимали специальные дисциплины: основы финансовой науки, счетоводство, финансовое счетоводство, финансовые вычисления, кассовые и сметные операции, отчётность и контроль.
Обеспечение учебного процесса по общеобразовательным и военным предметам возлагалось на десять штатных кафедр. На профессоров и преподавателей школы распространялись все права и обязанности педагогического персонала военных академий.
В школе устанавливался двухлетний срок обучения. Однако ввиду специфических условий 1920 г. предусматривалось первоначально открыть ускоренный курс продолжительностью в восемь месяцев.
Предусматривалась возможность экстерната. Лица, выдержавшие все зачёты и испытания в объёме требований школы, во всём приравнивались к окончившим школу.

## Дальнейшее развитие
В мае 1920 г. Высшая военная финансово-хозяйственная школа была переименована в Высшую военную и морскую финансово-хозяйственную школу.
Окончание Гражданской войны внесло свои коррективы в подготовку командно-начальствующего состава по всем военно-учётным специальностям. Это было связано с необходимостью сокращения численности армии и флота, неизбежным уменьшением потребности в командных кадрах, поисками путей снижения расходов на содержание Красной Армии. В сентябре 1920 г. Высший Академический Совет, ведавший всеми военно-учебными заведениями, принял решение о слиянии Военно-хозяйственной академии с Высшей военной и морской финансово-хозяйственной школой. В отчёте о заседании Совета отмечалось, что против слияния этих двух учебных заведений высказались представители Центрального управления снабжения и Военно-хозяйственной академии, считавшие, что жизнь требует только снабженцев и что финансирование военных учреждений есть такая узкая специальность, для которой достаточно военно-хозяйственных курсов.
В конце 1920 г. «Для достижения единства научной разработки вопросов хозяйственного и финансового характера, объединения в одном учреждении научных сил и проведения в жизнь единой доктрины в указанной области, предписывается распоряжением Главного управления военно-учебных заведений: соединить Военно-хозяйственную академию, и Высшую военную и морскую финансово-хозяйственную школу в одно высшее учебное заведение с наименованием его "Хозяйственная академия Рабоче-Крестьянской Красной Армии и Флота"», сохранив в ней военно-финансовую подготовку в том объёме, который был характерен для самой школы. В Хозяйственной академии были образованы три факультета: военных снабжений, военно-технический и военно-экономический. Военно-экономический факультет состоял из двух отделений: военно-экономического и военно-финансового.
В ходе военной реформы 1923 г. в связи с сокращением численности армии и флота подготовка специалистов финансовой и хозяйственной служб Красной Армии в военно-учебных заведениях была прекращена. С октября 1925 г. академия прекратила своё существование в связи с тем, что задача подготовки специалистов административно-хозяйственной службы была возложена на Военную академию им. М.В.Фрунзе, а специалистов-экономистов, технологов - на Институт народного хозяйства им. Г.В.Плеханова.
В 1934 г. для усиления военной подготовки руководящего состава финансовой службы было принято решение открыть специальное отделение для обучения кадров финансовой службы в Военной академии им. М.В.Фрунзе. В условиях предвоенного развёртывания армии и флота было увеличено количество военно-учебных заведений, вновь была открыта Военно-хозяйственная академия, и в её состав было влито на правах военно-финансового факультета специальное отделение для подготовки офицеров финансовой службы из Военной академии им. М.В.Фрунзе. В 1938 г. была начата подготовка военных финансистов в Ярославлавском военно-хозяйственном училище. В дальнейшем с 1947 г. подготовка военных финансистов с высшим военным образованием была начата на Военном факультете при Московском финансовом институте.
В настоящее время традиции высшего военно-финансового образования продолжаются на финансово-экономическом факультете Военного университета: обучение курсантов, повышение квалификации руководящего состава финансово-экономической службы МО РФ, военно-научные исследования и военно-историческая работа в сфере военных финансов. В ознаменование 95 годовщины высшего военного финансового образования день открытия школы установлен Днём финансово-экономического факультета Военного университета.